# Parnassia angustipetala
Parnassia angustipetala är en benvedsväxtart som beskrevs av Tsue Chih Ku. Parnassia angustipetala ingår i släktet Parnassia och familjen Celastraceae. Inga underarter finns listade.